# Liberty Center (Ohio)
Pour les articles homonymes, voir Liberty Center.
Liberty Center est un village américain situé dans le comté de Henry, dans l'Ohio. Selon le recensement de 2010, sa population est de 1 180 habitants.